# Этьен II де Сансер
Этьен II де Сансер (Étienne II de Sancerre) (1190—1252) — вице-камергер королевского отеля, великий кравчий Франции с 1248. Владелец сеньорий Шарантон-дю-Шер, Шатильон-сюр-Луэн, Сен-Бриссон-сюр-Луар, Маршевилль, Монтрёй-Белле и Ла Луп.
Сын Этьена I, первого графа де Сансер, и его второй жены Аэнор, происхождение которой не выяснено.
После смерти отца, погибшего (или умершего от болезни) в крестовом походе (1191), находился под опекой дяди — архиепископа Реймса кардинала Гильома Шампанского, до его смерти в 1202 году. В ранних документах указан как Etienne de Sancerre Seigneur de Saint Briçon и Stephanus Sacri-Cæsaris dominus Castellionis, то есть возможно, что он при разделе родительских владений унаследовал сеньории Сен-Бриссон-сюр-Луар и Шатильон-сюр-Луэн.
В 1210 году (1209/14) женился на Элеоноре де Нель-Суассон (ум 1229/34), дочери Рауля I де Неля, графа Суассона, вдове графа де Бомона.
Как вассал своего брата графа Гильома де Сансера 27 июля 1214 года участвовал в битве при Бувине, сражался в составе правого крыла под командованием герцога Эда III Бургундского.
В 1216 году получил от брата сеньории Шатильон-сюр-Луэн и Сен-Бриссон. В том же году и следующем участвовал в английских экспедициях принца Людовика.
Вторым браком был женат на Агнессе де Монтрёй-Белле (1190—1238), дочери Жеро III, сеньора де Монтрёй-Белле.
С 1248 года — великий кравчий короля Людовика IX.
Дети от первой жены:
- Аликс (ум. после 1263), жена Гильома IV, сеньора де Бек-Креспен.
- Комтесса (ум. после 1275), дама де Ла Луп, де Конкрессо, де Лез Экрен, де Маршевиль и части сеньории Шатильон-сюр-Луэн, жена виконта Адана III де Мелёна.

Сын от второй жены:
- Этьен III де Сансер (ум. 1282/84), сеньор де Сен-Бриссон и де Шатильон-сюр-Луэн.